# گمینا خژپسکو ویلکیه
گمینا خژپسکو ویلکیه (به لهستانی:  Gmina Chrzypsko Wielkie) یک گمینا در لهستان است که در شهرستان مینزخود واقع شده‌است. گمینا خژپسکو ویلکیه ۸۴٫۳۳ کیلومتر مربع مساحت و ۳٬۲۹۳ نفر جمعیت دارد.